# Sándor Kocsis
Sándor Kocsis (Budimpešta, 21. rujna 1929. – Barcelona, 22. srpnja 1979.) - mađarski nogometaš i nogometni trener

## Nastupi za klubove
Karijeru je počeo u mađarskim nogometnim klubovima Kobanyai TC, Ferencvárosu i Honvédu. Za Ferencváros je u 89 nastupa postigao 70 golova, a za Honved 153 golova u 145 nastupa. Osvojio je mađarsko prvenstvo s Ferencvárošom 1949. godine, a s Honvédom 1952. 1954. i 1955. godine. Bio je i najbolji strijelac prvenstva 1951. (30 golova), 1952. (36 gola) i 1954. godine (33 gola). 
Godine 1956., Sovjetski Savez napao je Mađarsku. Nogometaši Honvéda, među kojima i Sándor Kocsis, tada su bili izvan zemlje, jer su nastupali u Kupu prvaka. Odlučili su, da se neće vratiti kući. Organizirali su turneje po Italiji, Portugalu, Španjolskoj i Brazilu na kojima su igrali utakmice i sakupljali novac, da prežive. 
Kocsis je pronašao klub u Švicarskoj i jednu sezonu igrao za Young Fellows Zürich. Na nagovor Ladislava Kubale, zajedno sa Zoltánom Cziborom prešao je u Barcelonu. U 75 nastupa postigao je 42 gola. Osvojio je dva naslova prvaka Španjolske u sezonama 1958./'59, 1959./'60., dva španjolska kupa u sezonama 1958./'59. (2 gola u finalu) i 1962./'63. (gol u finalu) i Kup velesajamskih gradova u sezoni 1958./'60. Igrao je i u finalu Kupa prvaka 1961. godine, kada je Barcelona izgubila. Kao gost igrao je za Valenciu i s njom osvojio Trofej Naranča 1961. godine.

## Nastupi za reprezentaciju
Za Mađarsku nogometnu reprezentaciju igrao je od 1948. do 1956. godine. U 68 nastupa postigao je čak 75 golova. Zajedno s Ferencom Puskásom, Zoltánom Cziborom, Józsefom Bozsikom i Nándorom Hidegkutijem činio je okosnicu legendarne momčadi, koja je bila neporažena u 32 uzastopne međunarodne utakmice. Ovaj rekord je ostao do današnjih dana.
Svoj prvi međunarodni hat-trick postigao je 1949. protiv Švedske, sljedeći hat-trick imao je protiv Finske. Kocsis je postigao ukupno šest golova na Olimpijskim igrama u Helsinkiju 1952. godine kada je mađarska reprezentacija osvojila zlatnu medalju. Svoj treći hat-trick za reprezentaciju postigao 1952. protiv Čehoslovačke.
U Kocsiseve velike uspjehe također se ubrajaju dvije nezaboravne utakmice mađarske reprezentacije protiv Engleske. Prva je bila 1953. godine na Wembleyu i rezultat je bio 6:3 za Mađare, a druga 1954. godine u Budimpešti gdje je rezultat bio 7:1 za Mađare. Na utakmici na Nep stadionu u Budimpešti, Kocsis je dao dva gola.
Na Svjetskom nogometnom prvenstvu 1954. godine u Švicarskoj, Mađarska je bila druga, a Sándor Kocsis najbolji strijelac prvenstva s 11 golova u 5 utakmica. U natjecanju po skupinama postigao je hat-trick protiv reprezentacije Južne Koreje, kada je Mađarska pobijedila s 9:0 te četiri gola protiv budućeg svjetskog prvaka Njemačke, kada je rezultat bio 8:3 za Mađare. U četvrtfinalu protiv Brazila postigao je dva gola, u polufinalu protiv Urugvaja, u produžecima, s dva izvanredna gola glavom omogućio je Mađarima finale. U finalu prvi put nije postigao pogodak i Mađari su izgubili utakmicu od Njemačke s 3:2, makar su poveli s 2:0 već u 8. minuti.